# 4503-as mellékút (Magyarország)
A 4503-as számú mellékút egy közel 6 kilométer hosszú, négy számjegyű mellékút Bács-Kiskun vármegye Kiskunfélegyházi járásában; Pálmonostora települést köti össze Gátérrel, emellett részt vesz a 451-es főút és az 5-ös főút összekapcsolásában, Kiskunfélegyháza egyidejű elkerülésével.

## Nyomvonala
A 4504-es útból ágazik ki, annak egy 90 fokos, majdnem pontosan a 3. kilométerénél lévő iránytörésénél, tulajdonképpen az addigi szakasz egyenes folytatásaként, Pálmonostora központjában. Északkeleti irányban indul, Petőfi Sándor utca néven, majd körülbelül 650 méter után kilép a község házai közül. 2,3 kilométer után éri el Gátér határszélét, ott egy kicsit északabbi irányt vesz. Kevéssel a negyedik kilométere előtt keresztezi a Félegyházi-vízfolyást, ami után ismét északkeleti irányt vesz. Így ér véget, Gátér belterületétől bő fél kilométerre délre, beletorkollva a Csongrádtól Szegedig húzódó 4518-as útba, annak 2+100-as kilométerszelvénye közelében.
Teljes hossza, az országos közutak térképes nyilvántartását szolgáló kira.gov.hu adatbázisa szerint 5,640 kilométer.

## Települések az út mentén
- Pálmonostora
- Gátér